# مصطفى معن
مصطفى محمد معن (مواليد 15 يناير 1997) لاعب كرة قدم عراقي يلعب مع صفوف نادي الشرطة في الدوري العراقي الممتاز.

## روابط خارجية
- مصطفى معن على موقع ناشيونال فوتبول تيمز (الإنجليزية)
- مصطفى معن على موقع Soccerway.com (الإنجليزية)